# ソリッドインク
ソリッドインク（Solid Ink）とは、固体のインクを微滴化して印字するインクジェットプリンター。

## 概要
従来のインクジェットプリンターでは、液体のインクを使用していたが、顔料系、染料系を問わず、いずれも印刷速度がレーザープリンタと比較して遅かった。ソリッドインクでは固体のインクを約60度の温度で液体化して用紙に転写することで液体インクよりも滲みが少なく、鮮明な印字品質と高速(毎分16枚)の出力をもたらす。印字品質は2000年代初頭の時点で既に1200dpiを達成していた。国内販売は当初はソニー・テクトロニクスが行なっていたが1999年にテクトロニクス本社のプリンター事業をゼロックス社が買収したことにより、国内販売もソニー・テクトロニクスから、富士ゼロックス（現:富士フイルムビジネスイノベーション）の100%子会社であるフェイザー・プリンティング・ジャパンに移管された。その後、販売不振により、2006年にソリッドインクの国内販売は終了した。

## 開発史
基本技術はテクトロニクス社によって開発された。その後、1999年にプリンタ事業はゼロックス社に売却された。その後、レーザープリンタの高性能化、低価格化により販売に苦戦する。その後、3Dプリンタの開発企業がその特性に着目して造型用としての用途に活路を見出す。

## 長所
- 発色が鮮明
- 紙質が良くなくても綺麗に出力可能。
- 文字も写真も鮮明に印刷可能
- 毎分16枚の高速印刷が可能[1]。
- 固体のむき出しのインクを補充するのでトナーカートリッジやインクタンクのような樹脂製の容器の廃棄物が発生しない[2]。

## 短所
- 常時ワックスを溶融状態に維持するため、アイドリング時の消費電力が従来のインクジェットプリンターよりも多い。
- 電源起動時に一定量のワックスを廃棄する[3]。
- ワックスがついているので裏面に印刷しようとしてレーザープリンタや複写機に入れると定着器周辺に悪影響を与える。
- 印刷面に筆記し難い。
- 長期保存時には用紙にワックスが染み込み、滲む。
- ワックスの特有の臭気がある。

## インク
ソリッドインクはYMCK(黄、マゼンタ、シアン、黒)の各色が用意されている。インクの投入口は間違えて別の色を投入しないように入り口の断面形状が決まっている。

## プリンター用紙
従来のインクジェットプリンターでは滲みを最小限に抑えるため、コート紙や光沢紙のような高品質の専用の用紙を必要としたが、ソリッドインクでは低品質の紙でも鮮明な印刷が可能だった。

## 応用技術
ソリッドインク特有の常温で固体化する油脂を積層する技術を3Dプリンターに応用する動きがあり、2013年に3Dシステムズ社はゼロックスから一部のソリッドインクの開発チームを$3250万ドルで買収した。光造形法や熱溶解積層法よりも精密な部品の出力に適しており、ロストワックスの原型の製造等、精密な部品の製造に使用される予定。Solidscape社からも類似の方式の3Dプリンターが販売される。